# Gameworld
A Gameworld, antes conhecida como Troféu Gameworld, é uma feira anual brasileira de jogos eletrônicos anual que, desde 2005, premia os melhores dentro da indústria do país. O evento é mantido pela Tambor Gestão de Negócios S/A para incentivar a indústria nacional e premiar os melhores da área.

## 2010

### Preliminares
No dia 1º de dezembro de 2009 foram realizadas as preliminares da sexta edição do evento. O júri foi composto por alunos do curso de Jogos Digitais da Universidade Cruzeiro do Sul, mesmo local onde ocorreu a sexta edição. Os alunos foram responsáveis pelo júri popular de várias peças em diversas categorias. Após o fim das preliminares, os finalistas passam por uma fase de voto popular no site oficial do evento.

### Evento
O evento, ocorrido no final de março, contou com dez mil visitantes. Foi patrocinado por grandes empresas da área de jogos eletrônicos como a Nintendo, a Hudson e a Microsoft e foi destacada a presença de Charles Martinet, dublador de Mario.

## 2011
Pelo segundo ano consecutivo aberto ao público, a feira juntou mais de 21 500 participantes entre os dias 11 e 13 de março no Shopping Frei Caneca. Palestraram representantes da Nintendo, da Sony, da Microsoft e da NC Games, interessados no desenvolvimento do setor no país e na localização dos seus produtos. O Nintendo 3DS estava disponível no evento com tradução para o português brasileiro, duas semanas antes do lançamento americano.